# 山本浩次
山本 浩次（やまもと こうじ、1973年2月19日 - ）は、大阪府出身の競艇選手。
登録番号3558番の69期生。身長168cm、血液型A型。岡山支部所属。

## 来歴・人物
1991年11月23日にデビュー、デビュー節に初勝利を挙げる。1999年2月児島競艇場・中国地区選手権でG1初優勝。同年8月児島競艇場・モーターボート記念競走でSG初優勝、2005年6月下関競艇場・グランドチャンピオン決定戦競走でSG2冠目の優勝を果たす。GI優勝は4回。2007年3月18日常滑競艇場・一般競走で通算1000勝達成、3,497走目でのスピード達成であった。

## SG・GI・GIIタイトル

### SG
- モーターボート記念競走（1999年・児島競艇場）
- グランドチャンピオン決定戦競走（2005年・下関競艇場）

### GI
- 中国地区選手権（1999年・児島競艇場）
- 競帝王決定戦（1999年・下関競艇場）
- 競帝王決定戦（2000年・下関競艇場）
- 徳山クラウン（2003年・徳山競艇場）

### GII
- モーターボート大賞競走（2013年・児島競艇場）

## 人物・エピソード
- いわゆる「華の69期」生で、同期に三嶌誠司・仲口博崇・田中信一郎・太田和美などがいる。
- 持ちペラ制度時代は、細川明人や米田隆弘らとプロペラグループを組んでいた。